# إكس دوت كوم
إكس دوت كوم هو بنك أونلاين أنشأه إيلون ماسك في نوفمبر 1999م، الذي أصبح لاحقاً موقع باي بال.

## العمل
هو واحد من أوائل بنوك الإنترنت في العالم. تم التأمين على ودائعها من قبل المؤسسة الاتحادية للتأمين على الودائع "FDIC". أسس ماسك شراكة مع باركليز. تم تمويله في البداية من قبل ماسك ومعلمه التجاري جريج كوري، والذي ساعد ماسك في تمويل شركتي تسلا موتورز وسبيس إكس.

## التاريخ

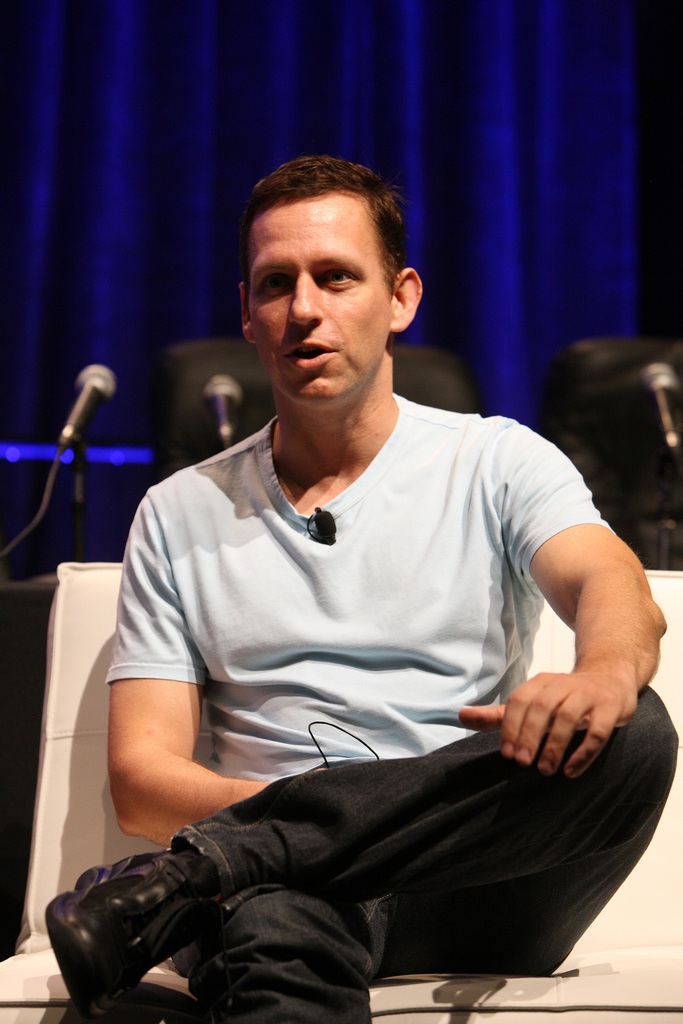
بيتر ثيل، الذي حل مكان ماسك في سبتمبر 2000

في مارس 2000، إندمجت شركة إكس دوت كوم مع شركة كونفينتي، منافسها الأكبر، سميت الشركة الجديدة أيضا بشركة إكس دوت كوم. تم تعيين ماسك المدير التنفيذي للشركة الجديدة بعد أن أصبح المساهم الأكبر فيها. بحلول عام 1999، وفرت شركة باي بال التابعة لشركة كونتيفتي مستخدمينها إمكانية إرسال الأموال لبعضهم البعض من خلال منافذهم. قبل أن يقوموا بتطوير وسائل الإرسال ليتم التعامل باستخدام البريد الإلكتروني ومواقع الويب.
في سبتمبر 2000، تم استبدال ماسك وحل مكانه بيتر ثيل، المؤسس المساعد لشركة كونفينتي. في يونيو 2001، تمت إعادة تسمية شركة إكس دوت كوم لتصبح باي بال.
في 5 يوليو 2017، أشترى ماسك نطاق إكس دوت كوم، مقابل مبلغ لم يتم الإعلان عنه. وضح ماسك سبب شراءه هذا النطاق في تغريدة على موقع التواصل الإجتماعي تويتر في يوم 10 يوليو 2017 قائلاً:
«للنطاق قيمة عاطفية كبيرة لدي».
في 14 يوليو 2017، أعلن ماسك عن إطلاق إكس دوت كوم على تويتر. كانت الصفحة بيضاء فارغة إلا من حرف «إكس» أعلى يسار الصفحة. غير حدوث خطأ وظهور حرف «واي».
في 10 أو 11 ديسمبر 2017، ربط ماسك صفحة إكس دوت كوم بصفحة شركته «ذا بورنج كمباني»، التي يمتلكها ماسك أيضاً. كان ماسك يهدف من هذا الربط إلى بيع قبعة.

## وصلات خارجية
- الموقع الرسمي لشركة باي بال.
- (redirects to Hat — The Boring Company)